# セヴン (CANTAのアルバム)
『セヴン』は、CANTAの7枚目のオリジナル・アルバム。

## 概要
前作『Green Horn』より約2年半振りにリリースされたオリジナル・アルバム。
リード曲の「To be Continued」は、イントロのピアノやキックの4つ打ちなど新たなアレンジを取り入れており、この流れが次作『My Generator』に繋がった。
収録曲の「月とチャリとGuitar」には、SOPHIAの都啓一がオルガンで参加している。
ジャケットには森次晃嗣を起用している。

## 収録曲
（全作詞・作曲：ルーク篁）
1. 一滴
2. To be Continued
3. NATURAL BORN FIGHTERS
4. Home
5. MIRACLE
6. たった…
7. シャボン玉放りday
8. My Turn
9. I Love You
10. 月とチャリとGuitar